# Ostörarna
Ostörarna är öar nära Knivskär i Nagu,  Finland. De ligger i Skärgårdshavet i Pargas stad i landskapet Egentliga Finland, i den sydvästra delen av landet. Öarna ligger omkring 7 kilometer sydväst om Knivskär, 25 kilometer söder om Nagu kyrka, 58 kilometer söder om Åbo och omkring 170 kilometer väster om Helsingfors. Närmaste allmänna förbindelse är förbindelsebryggan vid Kopparholm som trafikeras av M/S Nordep. Ostörarna ligger 2 meter över havet.
Arean för den av öarna koordinaterna pekar på är 1,8 hektar och dess största längd är 230 meter i öst-västlig riktning.